# Amechania
Amechania o Amekhania (in greco: Ἀμηχανία) era l'antico spirito greco di impotenza e assenza di intenzione. È stata considerata come una compagna stretta (e sorella) di Penia e Ptocheia. Era praticamente identica a Aporia. Amechania è stata citata da antichi autori greci come Alceo (frammento 364), Erodoto e Apollonio Rodio nelle Argonautiche.